# Прет-а-порте
Прет-а-порте́ (фр. prêt-à-porter, дословно — «готовое к носке») — модели готовой одежды, поставляемые крупными модельерами в массовое производство. Одежда продаётся как в маленьких магазинах — бутиках, так и в крупных универсальных магазинах. Эти модели могут быть созданы вне салонов мод, для массового производства, но также в более эксклюзивном порядке по дизайнам ведущих модельеров.

## История
Производство готовой одежды имеет давнюю историю, и считается, что она имеет даже более давнюю традицию, чем история высокой моды. Историки костюма отмечают, что ещё во времена Великой французской революции, после того, как были отменены цеховые ограничения, получили распространение конфекционные магазины, торговавшие готовой одеждой. Во время англо-американской войны 1812—1815 годов в США серийно выпускалась готовая военная форма. В 1820—1830-х годах, сначала во Франции, а затем и в других европейских странах функционировали предприятия, производившие конфекционную одежду. В этих случаях речь идёт прежде всего о серийном изготовлении практически только мужского платья, так как женские наряды требовали более индивидуальных характеристик. Распространению производства готового платья способствовало появление бумажных выкроек и первых универсальных магазинов, и особенно — появление швейных машинок. Начиная с 1850-х годов усовершенствованные швейные машинки стали массово применяться в пошивочных ателье. Распространению индустрии готового платья способствовали Первая мировая война и, как результат, массовое применение женского труда в промышленности, что вызвало необходимость в массовой, практичной и недорогой одежде. Становлению линий готового платья способствовало также создание системы лицензирования продаж одежды. Кризис индустрии от-кутюр был вызван Второй мировой войной, когда многие дома моды были вынуждены отказаться ориентироваться только на вкусы богатой клиентуры. Постепенно они стали ориентироваться на более демократичную публику, что привело к производству под своей маркой линий готового платья, различных аксессуаров, галантереи и т. д. Несмотря на это, во Франции сохранялся индивидуальный пошив одежды, в отличие от США, где производство готовой одежды приобрело массовый характер. В 1950-х годах понятие «прет-а-порте», происхождение которого связывают с дизайнером Альбертом Ламперером, вытеснило термин «конфекция», так как оно стало ассоциироваться с невысоким качеством.
Начало развития современной индустрии прет-а-порте связывают со второй половиной 1940-х годов, когда сначала в США, а затем и в Европе стали появляться производители и линии одежды готового платья, которые призваны были заменить продукцию низкого качества. Габриэль Шанель, которая считала копирование своих моделей проявлением признания общества, не сопротивлялась идее «выпустить моду на улицу» и в 1955 передала авторские права промышленной корпорации на тиражирование её по всему миру. В связи с этим она конфликтовала с Палатой Высокой моды и в 1958 даже написала заявление об отказе от членства в ней. Первым из кутюрье модели прет-а-порте создал Пьер Карден в 1957 году, за что был исключён из Синдиката высокой моды (до 1973 года назывался Профсоюз высокой моды), но в 1960-х годах уже почти все дома мод начали создавать аналогичные коллекции, и прет-а-порте переросло в самостоятельную моду, учитываемую всем рынком одежды. В 1966 году Ив Сен-Лоран окончательно закрепил позиции прет-а-порте, запустив свою линию готовой одежды Saint Laurent Rive Gauche (с фр. — «Левый берег»). Это название является символическим, так как левобережная часть Парижа, где традиционно находилась богемная молодёжь, считалась менее престижной частью города. Как правило, модели прет-а-порте маркируются либо именем кутюрье, либо модного дома.
С появлением новых бутиков, независимых модельеров, дизайнеров, разветвлённых сетей модной готовой одежды система моды претерпела существенные изменения. К наибольшим преобразованиям в системе моды 1960—1970-х годов можно отнести появление организации «Создатели и производители» (фр. Créateurs et Industriels), представляющей собой альянс промышленных компаний и дизайнеров одежды. Этот альянс был создан Дидье Грюмбахом (фр. Didier Grumbach), который в то время был топ-менеджером компании, задействованной в изготовлении продукции для Saint Laurent Rive Gauche, Givenchy, Valentino, Chanel. Он считал, что молодые дизайнеры должны пользоваться теми же привилегиями, что и кутюрье, и могут ставить свои имена на моделях и собственных линиях одежды. Целью этих преобразований, инициированных Грюмбахом, было по-новому позиционировать готовую одежду, созданную на дизайнерском уровне, а также привлечь значительные инвестиции в парижскую моду. Появляется термин «createur» («тот, кто создаёт»), что стало соотноситься с дизайнерами, которые разрабатывают модную одежду высокого класса. В 1971—1973 годы произошло окончательное отделение одежды, созданной «createur», от более консервативной группы модельеров традиционной высокой моды. В 1973 году в Париже прошла первая неделя прет-а-порте. Карден в 1977 году запустил линию одежды «Полу-кутюр» (фр. Demi Couture), пытаясь совместить высокую моду и одежду, ориентированную на более массовую клиентуру, — после чего эту идею подхватили и продолжают другие модельеры. В 1980-х годах положение группы Haute Couture ещё более пошатнулось в связи с приходом в прет-а-порте целой группы дизайнеров новой формации: Кельвин Кляйн, Донна Каран, Ральф Лорен, Джанни Версаче, Джорджо Армани, Гуччо Гуччи, Иссэй Миякэ, Кендзо Такадо, Ханае Мори.
В 1994 году Роберт Олтмен выпустил ироническую комедию под французским названием «Prêt-à-Porter», посвящённую миру моды. В США фильм демонстрировался под названием «Ready to Wear» (перевод оригинала на английский язык), а в России он получил название «Высокая мода», что противоречит понятию прет-а-порте.
В начале XXI века, а также в период экономических кризисов элитная группа от-кутюр пострадала от значительных финансовых убытков. Чтобы соответствовать экономическим реалиям и запросам клиентов, модные дома стали выпускать «гибридные» линии продукции, направленные на дальнейшую демократизацию luxury-сегмента, что привело к формированию такого сегмента рынка, как «masstige» (производное от слов «массовое» и «престижное»), объединяющего в своём классе элементы высокой моды, прет-а-порте и массового рынка. Престижные фирменные марки домов высокой моды теперь стали появляться на базовых предметах одежды широкого круга потребления (футболки, носки, чулки, хлопчатобумажное бельё и т. п.)
Одежда, которая представляется на Неделях моды, становится основой коллекции де люкс, то есть является штучным товаром, изготавливаемым лишь в нескольких экземплярах. Одежда в более низкой категории выпускается в количестве 100—200 экземпляров. Линии повседневной одежды (свитера, джинсы, спортивная одежда), как правило, не имеют лимита выпуска. В настоящее время два раза в год коллекции прет-а-порте представляются в Париже, по четыре раза в год в Дюссельдорфе, Кёльне, Милане, Нью-Йорке, Токио, Лондоне. Некоторые дизайнерские компании выпускают только массовые линии одежды, которые поступают в продажу в крупные универмаги, а линии де люкс распространяются в фирменных магазинах и бутиках.